# 胶东郡
胶东郡，中国古代的郡。
秦朝秦始皇二十八年析琅琊郡置，治所在即墨县（今山东省平度市东南）。辖境相当今山东省胶莱河以东地区。汉楚间置国。西汉初复置郡。文帝改为国。景帝三年（前154年）又为郡。四年析置东莱郡，辖境大大缩小。其后时国时郡。东汉建武十三年（37年）以胶东国并入北海国。